# Piersko
Piersko (prononciation : [ˈpjɛrskɔ]) est un village polonais de la gmina de Kaźmierz dans le powiat de Szamotuły de la voïvodie de Grande-Pologne dans le centre-ouest de la Pologne.
Il se situe à environ 7 kilomètres à l'ouest de Kaźmierz (siège de la gmina), 12 kilomètres au sud-ouest de Szamotuły (siège du powiat), et à 33 kilomètres au nord-ouest de Poznań (capitale de la Grande-Pologne).

## Histoire
De 1975 à 1998, le village faisait partie du territoire de la voïvodie de Poznań.

Depuis 1999, Piersko est situé dans la voïvodie de Grande-Pologne.
Le village possède une population de 161 habitants en 2010.